# Viktor Ivanovich Kuznetsov
Viktor Ivanovich Kuznetsov (* 14 de Abril de 1913 em Moscou; † 22 de Março de 1991 em Moscou), foi um engenheiro soviético especialista em mecânica aplicada e controles automatizados.